# La Democracia (Huehuetenango)
La Democracia es un municipio del departamento de Huehuetenango de la región nor-occidente de la República de Guatemala.

## Historia
El municipio de La Democracia formó parte del municipio de La Libertad. Los pobladores de la aldea Camojallito reclamaron el territorio para que fuera un municipio totalmente independiente de La Libertad y fue el 13 de junio de 1924 cuando se desintegró del municipio y fue fundado oficialmente.
El total de territorio que obtuvo el municipio fue un total de 200 caballerías y varios centros poblados. Los lugares que formaron parte del municipio fueron los siguientes:
- Buena Vista
- Las Guacamayas
- Camojallito
- Camojá Grande
- San Isidro
- El Carrizo
- Chile Panal
- Ixcunen
- Nueva Union
- Santa Agustina del Prado
- Nuevo San Rafael
- La Concepción
- Calauté
- El Jobal
- Santa Rosa
- Buenos Aires
- Quinquiché
- El Mertón
- El Trapiche
- El Chojil
- El Injerto
- San Antonio El Jutal
- Chichinabaj
- Santo Domingo
- Usumacinta
- Palmira Nuevo
- La Mesilla

Fue categorizado como municipio el 31 de julio del mismo año.

## Territorio

### Extensión territorial
El municipio de La Democracia tiene una extensión territorial de 136 km².

### División administrativa
El municipio cuenta con un total de 152 centros poblados sin incluir la cabecera municipal. Cuenta con un total de 28 aldeas, 66 caseríos, 19 cantones, 29 fincas, 8 barrios y 2 parajes.

### Demografía
El municipio tiene una población aproximada de 58 004 habitantes según el censo de población de 2018 con una densidad de 427 personas por kilómetro cuadrado. Existe una población aproximada de gente ladina con un total porcentaje del 54% de la población total, y el 46% es de gente de raza indígena, mayoritariamente de etnia mam. El municipio no cuenta con traje típico propio que lo identifica, porque los habitantes indígenas muchos migraron de otros municipios, debido a las necesidades que tienen, es por eso que en La Democracia se puede apreciar en sus habitantes la variedad de trajes típicos que son de otros municipios como: San Pedro Necta, San Juan Atitán, Todos Santos Cuchumataán, Colotenango, San Ildefonso Ixtahuacán y trajes típicos de otros municipios más e incluso de otros departamentos que muchos son comerciantes que se han establecido en este municipio, y  como también tiene diversos tipos de cultura que lo hace muy visitado por los turistas.

## Alcaldes municipales desde 1986
Entre los alcaldes que ha habido en el municipio son:
| Alcalde                            | Período   | Partido/Alianza |
| ---------------------------------- | --------- | --------------- |
| Francisco Isaí Hidalgo Argueta     | 1986-1988 | PDCN-PR         |
| Reginaldo Almengo Morales Palacios | 1988-1991 |                 |
| Faustino Napoleón Alvarado Galicia | 1991-1993 |                 |
| Faustino Napoleón Alvarado Galicia | 1993-1996 |                 |
| Francisco Isaí Hidalgo Argueta     | 1996-2000 |                 |
| Mirta de Jesús López Argueta       | 2000-2004 |                 |
| Mirta de Jesús López Argueta       | 2004-2008 |                 |
| Delmar Gónzalez Rivas              | 2008-2012 |                 |
| Mauro Cobón Martínez               | 2012-2016 |                 |
| Edler Amílcar Montejo Rivas        | 2016-2020 |                 |
| Santiago Aminadab Molina López     | 2020-2024 |                 |
| Santiago Aminadab Molina López     | 2024-2028 |                 |

## Ubicación
Se encuentra a 76 km de la cabecera departamental Huehuetenango y a 325 km de la capital ciudad de Guatemala al este se encuentran el municipio de San Pedro Necta, al oeste con la República de México  y al sur se encuentra el municipio de La Libertad y al norte con el municipio de Santa Ana Huista y San Antonio Huista